# Cyathea borinquena
Cyathea borinquena är en ormbunkeart som först beskrevs av William Ralph Maxon, och fick sitt nu gällande namn av Karel Domin. Cyathea borinquena ingår i släktet Cyathea och familjen Cyatheaceae. Inga underarter finns listade.